# Llano Estacado
El Llano Estacado es una región del suroeste de los Estados Unidos que abarca partes de Nuevo México y el noroeste de Texas, incluyendo la meseta del sur y partes del saliente de Texas.

## Historia
El conquistador español Francisco Vázquez de Coronado fue el primer europeo en entrar en el área, en octubre de 1541.
Coronado describió la región con estas palabras:

He llegado unas llanuras tan vastas, que no he encontrado su límite en cualquier lugar que iba, aunque viajé por ellas desde hace más de 300 leguas ... sin más marcas de la tierra que si nos hubieran tragado por el mar ... no había ni una piedra, ni poco de terreno elevado, ni un árbol, ni un arbusto, ni algo que pasar.

Al parecer fue Vázquez de Coronado quien bautizó la región. Territorio español desde esa época y, a partir de 1821, mexicano, fue incluido en las jurisdicciones poco precisadas de Nuevo México al oeste, Texas al este y, después de que los comanches invadieran los territorios apaches en el siglo XVIII, la Comanchería al norte.

## Toponimia

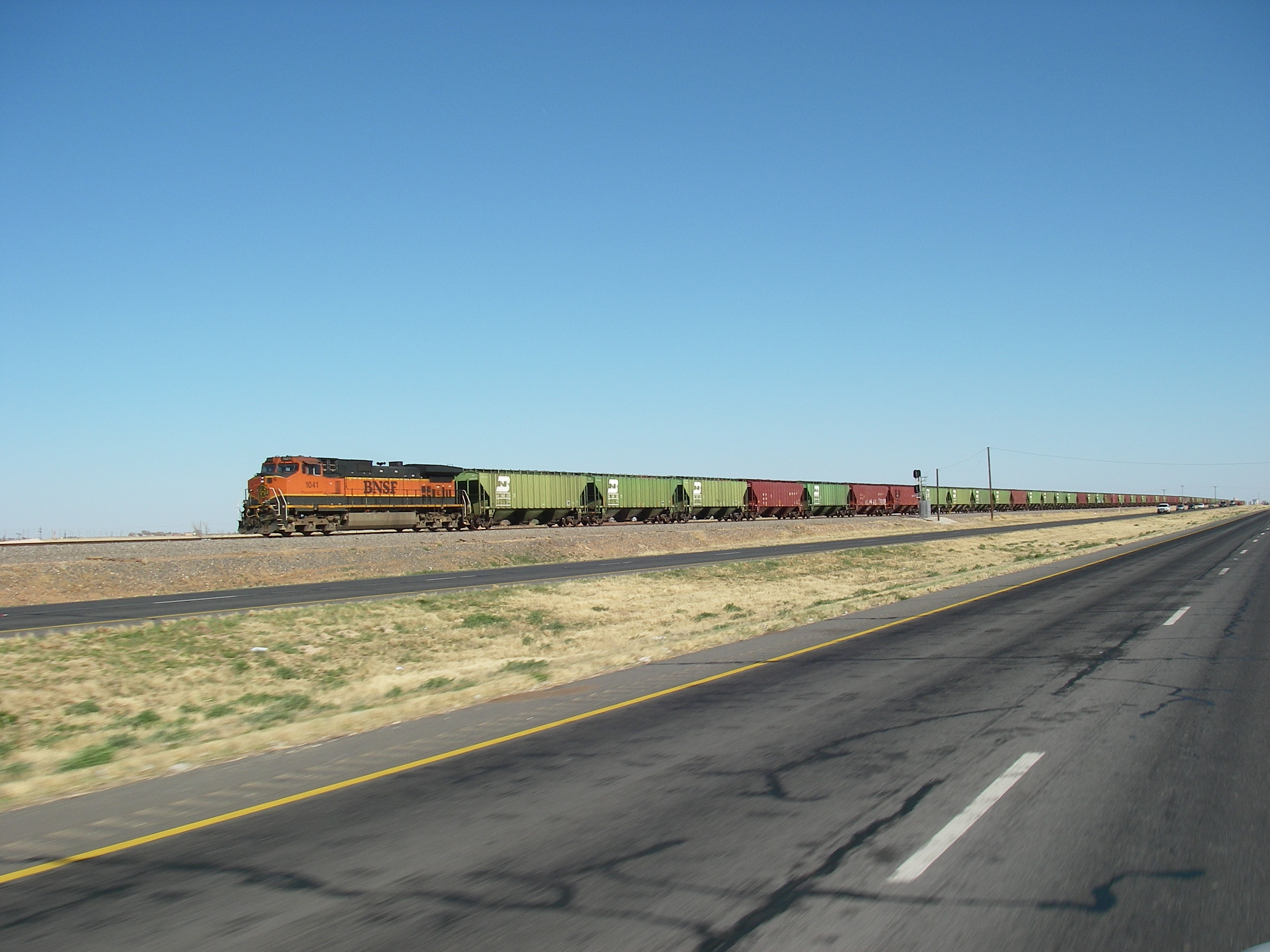
Tren de carga en ruta a través de las llanuras del Llano Estacado.

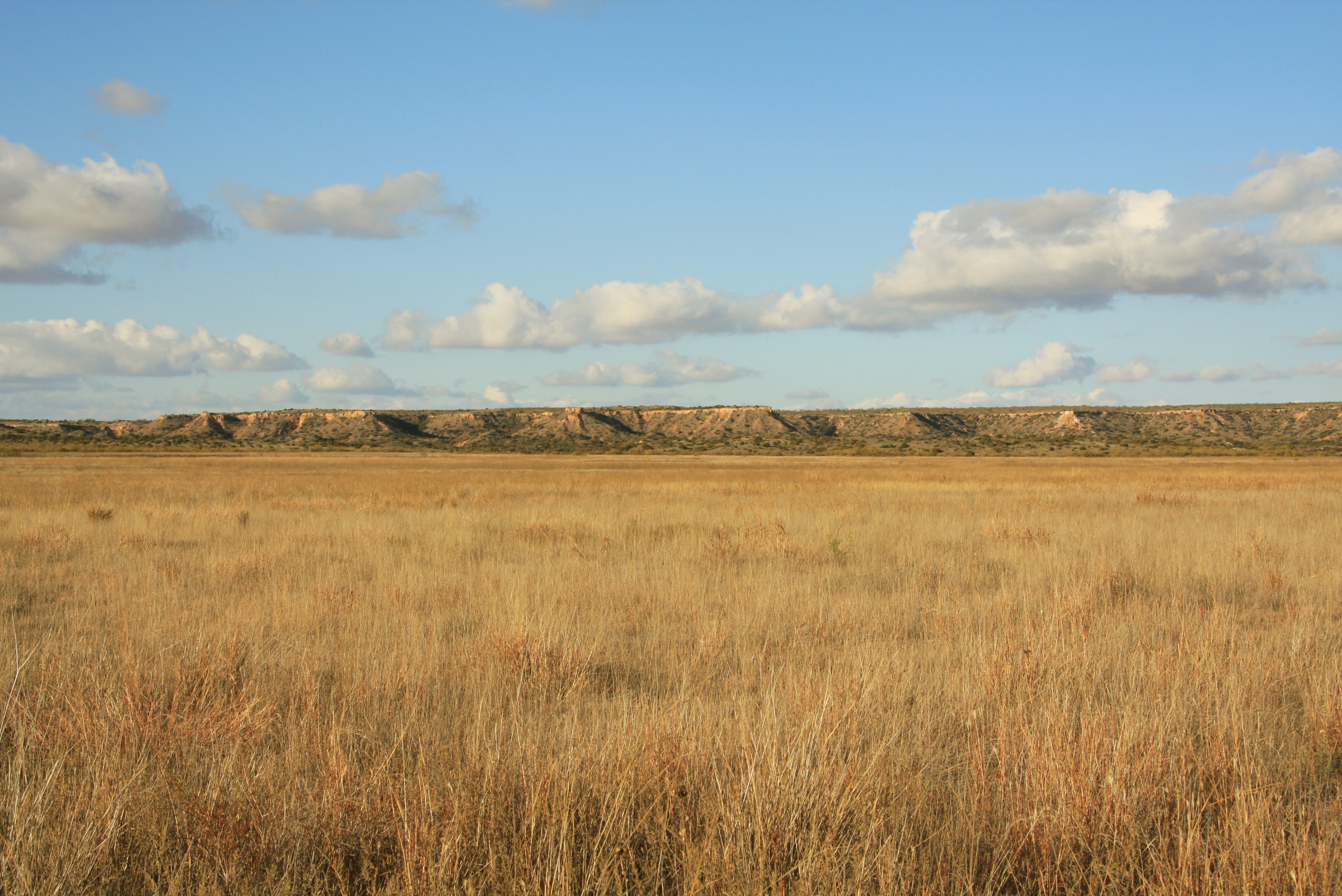
Escarpe de Caprock del Llano Estacado, 22 km al sur de Ralls, Texas.

Como se ha indicado, el nombre es de procedencia española ya que los españoles pusieron en esta muy plana meseta estacas como jalones o hitos que marcaban los caminos que llevaban a los lugares donde se encontraba naturalmente agua dulce potable.

## Geografía
Es una de las mesas más grandes de América del Norte, con un área aproximada de 100 000 km², cuyos límites se encuentran entre los 101° y 104° de longitud oeste y entre los 31° y 35° de latitud norte, y cuya elevación va desde unos 910 m en el sureste hasta aproximadamente los 1530 m en el noroeste, con pendientes casi uniformes de aproximadamente 2,5 m/km. Con esta pendiente tan mínima, el cambio de elevación es casi imperceptible para el espectador. Tal mesa o meseta es entonces muy plana y desprovista de árboles. Su clima es semiárido (BSK, según la clasificación climática de Köppen), con una precipitación media (en forma de lluvia o de nieve) de 500 mm por año.
Al noreste limita con la región de praderas de las Grandes Llanuras y al sur con la meseta de Edwards; al noreste limita con la zona forestal llamada Travesía de los Leños o, en inglés, Cross Timbers; y al oeste con las primeras estribaciones cordilleranas del Sistema Plegado del Oeste como las montañas Rocallosas y sus ramales, como la Sangre de Cristo, o penillanuras como la antiguamente llamada Travesía del Muerto en el sur de Nuevo México.